# 郵政事業庁
郵政事業庁（ゆうせいじぎょうちょう、英名: Postal Services Agency）は、かつて存在した総務省の外局の一つである。

## 歴史
- 2001年（平成13年）1月6日　中央省庁再編に伴い旧郵政省の郵務局、貯金局および簡易保険局を統合し、郵政企画管理局と郵政事業庁を設置。
- 2003年（平成15年）4月1日　郵政事業庁は日本郵政公社に公社化。尚、郵政企画管理局は郵政行政局に改組された。

## 業務
郵便事業、郵便貯金事業、郵便為替事業、郵便振替事業、簡易保険事業を扱った。

## 組織
- 長官
- 次長

### 内部部局
- 総務部 - 総務課、業務評価広報課、人事課、財務課
- 郵務部 - 管理課、業務課、営業課、運行課
- 貯金部 - 管理課、業務課、営業課、資金運用課
- 簡易保険部 - 管理課、業務課、営業課、資金運用課
- 施設情報部 - 管理課、建築課、情報システム課、設備計画官
- 首席監察官

### 施設等機関
- 病院及び診療所
- 職員訓練所

### 地方支分部局
- 地方郵政監察局、地区郵政監察室
- 地方郵政局、貯金事務センター、簡易保険事務センター
- 郵便局

## 証書類の発行名義
郵政事業庁の発行する貯金証書、保険証書等は「総務省」名義で発行されていた。発行者は郵政事業庁長官ではなく総務大臣であった。

## 歴代長官
| 代 | 氏名       | 出身省庁 | 前職                   | 在任期間                                              | 後職                                                                                          |
| -- | ---------- | -------- | ---------------------- | ----------------------------------------------------- | --------------------------------------------------------------------------------------------- |
| 1  | 足立盛二郎 | 郵政省   | 郵政省簡易保険局長     | 2001年（平成13年）1月6日 - 2002年（平成14年）1月8日   | NTTドコモ代表取締役副社長 日本郵政取締役兼代表執行役副社長 ゆうちょ銀行取締役兼代表執行役会長 |
| 2  | 松井浩     | 郵政省   | 総務省郵政企画管理局長 | 2002年（平成14年）1月8日 - 2003年（平成15年）1月17日  | 総務審議官（郵政・通信担当）                                                                  |
| 3  | 團宏明     | 郵政省   | 総務省郵政企画管理局長 | 2003年（平成15年）1月17日 - 2003年（平成15年）3月31日 | 日本郵政公社副総裁 日本郵政取締役 郵便事業代表取締役社長兼社長執行役員                        |

## 歴代次長
| 代 | 氏名       | 出身省庁   | 前職                                   | 在任期間                                              | 後職                                     |
| -- | ---------- | ---------- | -------------------------------------- | ----------------------------------------------------- | ---------------------------------------- |
| 1  | 平井正夫   | 郵政省     | 郵政省東京郵政局長                     | 2001年（平成13年）1月6日 - 2002年（平成14年）1月8日   | 総務省大臣官房総括審議官                 |
| 2  | 堀江正弘   | 行政管理庁 | 総務省大臣官房審議官（行政管理局担当） | 2002年（平成14年）1月8日 - 2002年（平成14年）8月2日   | 内閣官房内閣審議官（内閣官房副長官補付） |
| 3  | 有冨寛一郎 | 郵政省     | 総務省関東総合通信局長                 | 2002年（平成14年）8月2日 - 2003年（平成15年）1月17日  | 総務省総合通信基盤局長                   |
| 4  | 稲村公望   | 郵政省     | 総務省政策統括官（情報通信担当）       | 2003年（平成15年）1月17日 - 2003年（平成15年）3月31日 | 日本郵政公社理事                         |